# Molippa amazonica
Molippa amazonica är en fjärilsart som beskrevs av Eugène Louis Bouvier 1930. Molippa amazonica ingår i släktet Molippa och familjen påfågelsspinnare. Inga underarter finns listade i Catalogue of Life.